# Mestre de Canapost
Mestre de Canapost és el nom que rep un pintor del s. XV d'identitat avui desconeguda, al qual se li atribueix l'autoria del Retaule de la Mare de Déu de Canapost, obra que li dona el nom.
Representa un dels màxim exponents i exemple inequívoc de la qualitat artística dels pintors de l'escola gironina de l'època. Situat en el marc de les darreries del gòtic català, i del moviment conegut com a gòtic hispà flamenc, demostra com al llarg del quatre-cents, les terres del nord de Catalunya van ser l'escenari de l'activitat dels millors representants de pintura religiosa del moment. Va ser un pintor innovador avui molt reconegut i valorat.
Malgrat la seva importància això no obstant, la seva identitat és encara desconeguda i han estat molts els investigadors que s'han sentit atrets per la figura d'aquest pintor i encara avui dia resten molts interrogants per respondre. Una de les qüestions potser més importants és resoldre la seva identitat. Va ser l'investigador R. Ch. Post, historiador nord-americà, el primer a veure’s empès a aquest estudi i serà qui el 1938, després de llargues investigacions, utilitzarà per primer cop l'apel·latiu de Mestre de Canapost. Va ser ell també el que per comparació iconogràfica i estilística va agrupar un conjunt d'obres i les va atribuir a aquest artista.
Amb els anys poques han estat les descobertes, no obstant el treball d'altres investigadors i historiadors han servit per confirmar i potser ampliar aquestes primeres aproximacions fetes als anys 30. S. Alcolea i J. Gudiol són algunes de les personalitats, conegudes del món de l'art a Catalunya, que s'han endinsat en aquest tema aportant noves dades a l'estudi de la qüestió.

## Identitat
Cal destacar la controvèrsia que existeix amb relació a la identitat del Mestre de Canapost. Als anys 80 ja s'apuntava la possibilitat que l'encara ara anomenat Mestre de la Seu d'Urgell i el Mestre de Canapost fossin una mateixa persona. Un pas més enllà el farà un estudi realitzat a la Universitat Autònoma de Barcelona proposant-ne una tercera identitat com el Mestre de la Llotja de Mar de Perpinyà.

## Qualitats artístiques
El Mestre de Canapost, juntament amb el seu coetani Bartolmé Bermejo, són els dos clars exemples de l'aproximació al nou estil realista i minuciós que el context del final del gòtic català vol adoptar com a influència dels mestres flamencs.
Les influències i virtuts del mestre són, segons els historiadors i entesos, clarament definides després de l'observació i documentació detallada de les seves obres. És acceptada la influència francesa que emana especialment del Retaule de la Verge de Canapost i que situa al mestre dins del cercle estilístic de Jean Fouquet (1420-1480), pintor francès caracteritzat per la seva pintura miniaturista i per l'ús de la perspectiva.
D'aquesta manera els fets i les deduccions a partir de l'estudi de les obres, demostren el coneixement que el Mestre de Canapost tenia dels corrents artístics que trontollaven les tradicions franceses durant la segona meitat del segle xv. Està documentat com al llarg dels regnats de Carles VII (1422-1461) i de Lluís XI (1461-1483) totes les regions de França van viure processos artístics que van donar lloc a l'assimilació dels models flamencs.
És també conegut que els artistes que treballen a la zona de la Provença, cruïlla d'intercanvis artístics (castellans, catalans, francesos i italians) assimilaran d'una manera més forta els principis propis de la pintura transalpina. Així les influències que el mestre va rebre quan residia al nord de Catalunya van marcar la seva obra.
Per l'evolució tècnica i estilística podem saber encara més: la Verge de Canapost presenta una influència molt marcada de Jean Fouquet, així com una mirada més idealista de les formes i els rostres ens fa pensar un una obra de joventut. Seguint el mateix procés deductiu el Retaule de la Llotja de Mar de Perpinyà denota una evolució tècnica en el coneixement de la pintura a l'oli, tècnica característica del mestre, i una solució més madura de les formes que ens indica que segurament aquest pintor va residir gran part de la seva vida a Catalunya donada l'evolució entre ambdues obres.
És de gran importància l'aportació que va fer a la història de la pintura gòtica catalana mitjançant una visió diferent, amb clares influències de la pintura flamenca; l'estilització de les formes i l'elegància de les figures o el tractament dels volums són alguns dels seus trets més característics així com una perspectiva empírica i el detall en la resolució d'interiors i vestimentes. El seu estil clarament afavorit per l'ús de la pintura a l'oli, en detriment del tremp a l'ou, tècnica que permetia una àmplia gamma de noves possibilitats a base de veladures i transparències que l'ajudaven alhora de modelar els volums i suggerir qualitats tàctils.
Per tot això exposat, i a la manera de conclusió, podem resumir que el Mestre de Canapost, independentment de la seva identitat, és un dels màxims exponents de la derivació de l'escola pictòrica francesa a Catalunya. Que la seva activitat es desenvolupa durant el primer quart del s. XV i com veiem per la localització de les seves obres, comprèn les zones del nord de l'actual província de Girona i el Rosselló.